# Darina Ničová
Darina Ničová (* 6. února 1981, Praha) je česká herečka a spisovatelka.

## Profesní život
Pochází z divadelní rodiny. Od roku 1997 vystupovala v televizních pořadech, např. Áčko. V roce 2000 účinkovala v epizodní roli ve filmu Pramen života. O rok později nastoupila na Literární akademii Josefa Škvoreckého, kde studovala obor Tvůrčí psaní – Mediální komunikace, který absolvovala v červnu 2006. V témže roce nastoupila na Vyšší odbornou školu hereckou, kde studovala obor Dramatické umění a moderování, který absolvovala v červnu 2009.
V tvorbě ji nejvíce ovlivnili učitelé Jiří Stránský, Daniela Fischerová, Nina Divíšková a Radim Vizváry. Během studií natočila krátký studentský film pro FAMO a ztvárnila postavu Milady Burianové v seriálu Kriminálka Anděl 2. Po studiích nastoupila do angažmá zájezdového divadla pro děti, kde strávila celkem tři sezóny intenzivní tvorby. Na přelomu let 2012 a 2013 absolvovala sedmiměsíční cestu kolem světa, během které navštívila Východní Afriku, Severní Indii, Nepál, Jihovýchodní Asii, Jižní Ameriku a USA. Nejvýraznější zážitky přitom prožila například při procházce se lvy u Viktoriiných vodopádů, výstupu na himálajský Poonhill (3210 m n. m.), nebo pobytu v severoperuánské části amazonského pralesa. Poznatky z těchto cest sepsala do dvoudílné knihy Poselství slaměného klobouku (Kniha první – Afrika a Asie; Kniha druhá – Amerika). Stejnojmenný název neslo i scénické čtení, které posléze uvedla v Divadle v Dlouhé, Divadle Lávka a Divadle v Řeznické.
Roku 2015 nadabovala pro Českou televizi několik dílů německého detektivního seriálu Tlusťoch. V témže roce vydala autobiografickou sbírku humorných povídek Figurkiáda.
Ve Stavovském divadle nazkoušela inscenaci Spalovač mrtvol v režii Jana Mikuláška.
V letech 2020 a 2021 vydala historickou trilogii Proti proudu. Hlavním motivem trilogie se stal osud jejího pradědečka z matčiny strany, Jana Fukały, který byl v listopadu 1940 říšskou prokuraturou odsouzen za přípravy k velezradě Třetí říše. Po dvouletém pobytu v těžké kárné věznici byl převezen do Osvětimi, kde v lednu 1943 zemřel. Po válce byl in memoriam vyznamenán Ministerstvem národní obrany jako účastník národního boje za osvobození a politický vězeň.
První díl trilogie, Pohnutiny, se skládá ze šesti samostatných povídek, které na sebe postupně navazují. Úvodní povídka Kořalka pro Hitlera je pak rozšířená ve druhé části trilogie, historickém románu Až vyrostou sněženky. V něm autorka popisuje události na území těšínského Slezska v letech 1938 až 1948. Poslední díl nazvaný Janovo tajemství je historickým dokumentem objasňujícím celý případ (odsouzen byl i Janův nejstarší syn Gustav). Odhaluje původní informace, které byly v případu známy od konce války, ale i skutečnosti objevené teprve po roce 2013, a to jak v archivech bývalého těšínského gestapa, tak i například v Muzeu v Osvětimi nebo v Bundesarchivu Berlin. Odborný dohled prvním dvěma fiktivním dílům poskytli historikové Mgr. Ondřej Kolář, PhD. a doc. PhDr. Jiří Friedl, PhD., DSc.
Trilogie byla pokřtěna v rámci festivalu proti totalitě a násilí Mene Tekel. Kmotrem trilogie byl bývalý vězeň uranových dolů a předseda Konfederace politických vězňů České republiky Leo Žídek.

## Filmografie
- Pramen života (2000)
- Ulice (2005)
- Ordinace v růžové zahradě (2005) – Tereza Nová
- Kriminálka Anděl 2 (2009) – Milada Burianová
- ADOST! (2013) – Slečna Alžběta
- Das Geheimnis der Hebamme (2014) – Uta Schödel
- Sedmero krkavců (2014) – Dvorní dáma
- Tlusťoch (2015) – dabing
- Modrý kód (2018) – Dana
- Specialisté (2018) – Vrchní sestra
- Hra (2019) – Herečka
- Svět podle Muchy (2020) – Milenka
- Polda (2022) – Sandra Janečková
- Zoo (2024) – Kamarádka Julie
- Kauza Kramný (2024) – polská turistka

## Dílo
- Poselství slaměného klobouku (2014) - Afrika a Asie
- Poselství slaměného klobouku (2015) - Amerika
- Figurkiáda (2015) - sbírka humorných povídek
- Pohnutiny (krutej román) - (2020)
- Až vyrostou sněženky (2021) - historický román
- Janovo tajemství (2021) - historický dokument